# Pachyhyrax crassidentatus
Pachyhyrax crassidentatus és una espècie extinta de damà de la família dels pliohiràcids (o, segons altres classificacions, dels geniohíids) que visqué al nord d'Àfrica durant l'Oligocè inferior, fa entre 28,1 i 33,9 milions d'anys. Se n'han trobat restes fòssils al Faium (Egipte). Es tracta de l'única espècie descrita formalment en el si del gènere Pachyhyrax, que també en conté una altra pendent de descriure. Era un brostejador omnívor dotat de dents premolars més aviat molaritzades i dents molars de tipus bunoselenodont. El nom genèric Pachyhyrax significa ‘Hyrax gruixut’, mentre que el nom específic crassidentatus significa ‘de dents gruixudes’.